# Corazón que miente
Corazón que miente es una telenovela mexicana producida por MaPat López de Zatarain para Televisa en 2016, transmitida por el Canal de las Estrellas. Es una adaptación de  Laberintos de pasión, original de Caridad Bravo Adams, José Cuauhtémoc Blanco y María del Carmen Peña y producida por Ernesto Alonso en 1999. Con esta nueva versión se regresa al formato de telenovelas cortas y ambientada en la ciudad.
Está protagonizada por Thelma Madrigal, Pablo Lyle y Diego Olivera; y con las participaciones antagónicas de Dulce María, Alejandro Tommasi y Lourdes Reyes. Cuenta con las actuaciones estelares de los primeros actores Helena Rojo y Alexis Ayala; además de la actuación especial de Mayrín Villanueva y el primer actor Eric del Castillo.
El equipo de la telenovela inició las grabaciones el 7 de diciembre de 2015.

## Sinopsis
Esta es la historia de amor entre Mariela (Thelma Madrigal) y Alonso (Pablo Lyle), quienes se hacen amigos siendo niños. El padre de Alonso es Demián Ferrer (Alejandro Tommasi), un poderoso empresario que será el causante de las desgracias de ambos.
Leonardo Del Río (Diego Olivera), un afamado escultor, se hace cargo de Mariela cuando su abuelo muere por culpa de la ambición de Demián, así que deciden abandonar la ciudad.
Pasan varios años, Mariela se recibe de doctora y Leonardo se enamora de ella. Deciden regresar a Puebla, pero Demián se entera de que están en la ciudad y reaviva su rencor hacia el escultor.

## Elenco
- Thelma Madrigal - Mariela Salvatierra Morán / Mariela Miranda Salvatierra[6]
- Pablo Lyle - Alonso Ferrer Castellanos / Alonso Del Río Castellanos[6]
- Diego Olivera - Leonardo Del Río Solórzano[6]
- Dulce María - Renata Ferrer Jáuregui / Mireya Berlanga
- Alexis Ayala - Padre Daniel Ferrer Bilbatúa[6]
- Alejandro Tommasi - Demián Ferrer Bilbatúa
- Lourdes Reyes - Rafaela Del Moral Sáenz de Ferrer
- Helena Rojo - Sara Sáenz Vda. de Castellanos
- Mayrín Villanueva - Lucía Castellanos Sáenz de Ferrer
- María Sorté - Carmen Oceguera
- Alejandro Ávila - Rogelio Medina Sánchez
- Gerardo Murguía - Eduardo Moliner Arredondo
- Eric del Castillo - Manuel Salvatierra Neri
- Ricardo Margaleff - Cristian Mena Souza
- Alejandra Procuna - Elena Solís Saldívar
- Vanesa Restrepo - Denise Shapiro Berlanga
- Alejandra Jurado - Amalia González de Valdivia
- Jorge Ortín - Noé Valdivia Pérez
- Jessica Mas - Karla Bustos de Moliner
- Fátima Torre - Leticia "Lety" Valdivia González
- Federico Ayos - Santiago Ferrer Castellanos
- Emmanuel Palomares - Lisandro Moliner Bustos
- Jessica Decote - Florencia Moliner Bustos
- David Palacio - Julio Solís Saldívar
- Mónica Zorti - Marcia
- Arturo Muñoz - Lic. Céfiro Hidalgo
- Jéssica Segura - Cirila Reyes
- Ricardo Crespo - Fabricio Orive
- Benjamín Islas - Mario Preciado
- Rubén Cerda - Antonio Miranda
- Ricardo Vera - Dr. Fausto Ovalle
- Lorena Álvarez - Martha Zavala
- Ricardo Guerra - Sanabria
- Iliana de la Garza - Eva
- Vicente Torres - Ponciano
- Sergio Mayer - Joseph Morrison "Jo" (Participación Especial)
- Valentina Hazouri - Mariela Salvatierra Morán (niña)
- Nikolas Caballero - Alonso Ferrer Castellanos (niño)
- Santiago Torres Jaimes - Santiago Ferrer Castellanos (niño)
- Montserrat Grm - Leticia "Lety" Valdivia González (niña)

## Equipo de producción
- Historia original - Caridad Bravo Adams
- Versión y libretos  - Antonio Abascal, Carlos Daniel González, Dante Hernández
- Basada en la coadaptación de - Cuauhtémoc Blanco, María del Carmen Peña
- Edición literaria - Melisandra López Nelio
- Asesora literaria - Marcela Ugarte
- Tema musical - Corazón que miente
- Autores - Evelyn de la Luz, Alberto Fortis
- Intérprete - David Bisbal
- Coordinador de producción musical - Eduardo Diazayas
- Asesor musical - Rubén Zepeda
- Escenografía - Ángeles Márquez
- Ambientación - Paola Trovamala, Liliana Mexia
- Diseño de vestuario - Cinthya Santiago, Fernanda Camargo
- Diseño de imagen - Mayte Rivera, Karla Irabien, Dulce Velázquez
- Asesor de producción - Jaime Santos
- Jefes de producción - Yeyé Palacios Garza, Gabriela Gutiérrez
- Edición - Pablo Peralta, Mauricio Coronel, Ioma Carmona
- Editora de producción - Gabriela Torres
- Jefe de scouting - Édgar Arias
- Directora de arte - Gabriela Barbosa
- Coordinador de producción logística - Arturo Rangel
- Gerente de producción - Arturo Portilla
- Coordinadora de producción operativa - Tina Teoyótl
- Coordinadora de producción artística - Rocío Fonseca
- Coordinadora de producción - Carolina Gallástegui
- Dirección de cámaras - Óscar Morales, Marco Vinicio López de Zatarain, Bernardo Nájera
- Dirección de escena - Mauricio Rodríguez, José Elías Moreno
- Productor ejecutivo asociado - Marco Vinicio López de Zatarain
- Productora ejecutiva - Martha Patricia López de Zatarain

## Premios y nominaciones

### TV Adicto Golden Awards
| Año  | Categoría        | Nominados                                                 | Resultado |
| ---- | ---------------- | --------------------------------------------------------- | --------- |
| 2016 | Mejor adaptación | Antonio Abascal, Carlos Daniel González y Dante Hernández | Ganadores |

### Premios TVyNovelas 2017
| Categoría                  | Persona                                        | Resultado |
| -------------------------- | ---------------------------------------------- | --------- |
| Mejor telenovela           | MaPat López de Zatarain                        | Nominada  |
| Mejor actor protagónico    | Pablo Lyle                                     | Nominado  |
| Mejor villano              | Alejandro Tommasi                              | Nominado  |
| Mejor actor coestelar      | Diego Olivera                                  | Nominado  |
| Mejor primer actor         | Alexis Ayala                                   | Nominado  |
| Mejor actriz de reparto    | María Sorté                                    | Nominada  |
| Mejor actriz revelación    | Jéssica Segura                                 | Nominada  |
| Mejor actor revelación     | Federico Ayos                                  | Nominado  |
| Mejor dirección de cámaras | Marco Vinicio, Óscar Morales y Bernardo Nájera | Nominados |

## Versiones

### Cine
- Estafa de amor - México (1955) con Elsa Aguirre y Ramón Gay
- Estafa de amor - México (1970) con Maricruz Olivier y Jorge Rivero

### Televisión
- Estafa de amor, producida en 1961 por Telesistema Mexicano y protagonizada por Amparo Rivelles y Raúl Ramírez.
- Estafa de amor, producida en 1968 por Telesistema Mexicano y protagonizada por Maricruz Olivier y Enrique Lizalde.
- Estafa de amor, producida en 1971 en Colombia por Producciones Punch y protagonizada por Judy Henríquez, Alí Humar y Eduardo Vidal.
- El engaño, producida en 1986 por Televisa y protagonizada por Erika Buenfil, Guillermo García Cantú y Frank Moro.
- Laberintos de pasión producida en 1999 por Televisa y protagonizada por Leticia Calderón, Francisco Gattorno y César Évora.